# 再春游泳池
25°04′29.8″N 121°31′31.1″E / 25.074944°N 121.525306°E

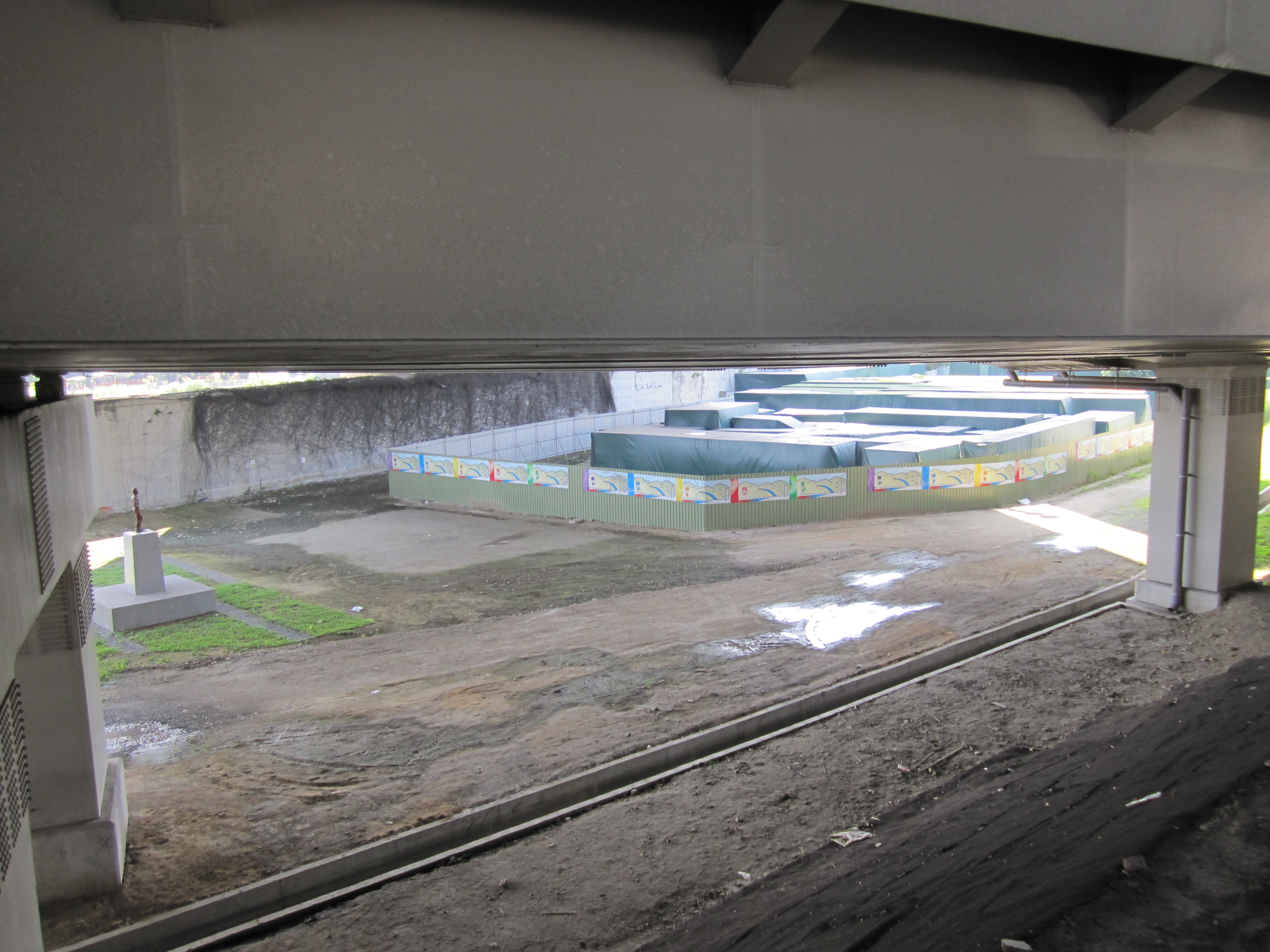
再春游泳池舊址，左手邊為李再春立像

再春游泳池是台灣台北市昔日的一座游泳池，完工於1966年5月20日，為1960年代至1980年代台灣的最大公眾泳池，門牌號碼為台北市中山區中山北路4段16號，位於圓山中山橋橋下。該游泳池之「再春」之名，是紀念義勇救人卻自己溺斃的初中生李再春。該游泳池的催生與建造者為時任中國青年反共救國團主任蔣經國，建造目的在於解決大台北地區青年的休憩問題，並降低大台北地區之游泳滅頂人數。
坐落於台北市圓山兒童樂園基隆河對岸的再春游泳池，包含三個泳池及一座水泥滑冰場，該場地專供青少年使用。除此，該游泳池內部設置有李再春銅像。
因為票價便宜、交通方便、場地將近一公頃，再春游泳池自開幕後即成為熱門游泳景點，並隨後催生中影游泳池、圓山游泳池等私人泳池。1992年，台北市政府（當時台北市長為黃大洲）因台北地區嚴重缺水，宣佈暫停營業，並隨後將三泳池填平成為溜冰場；數年後，該溜冰場亦拆除。
2002年，中山舊橋（原明治橋）拆除，再春游泳池舊址則堆積該橋之部分橋墩遺跡；當時台北市長馬英九稱中山橋的拆遷工程將分兩階段進行，先前展開的第一階段拆遷工程且於再春游泳池堆放的二百塊中山舊橋構件只是暫時安置，待新橋址選定並完成評估後，再展開第二階段的遷建工作，惟該舊橋重建計劃至今仍延宕未實施。